# Habronyx pammi
Habronyx pammi là một loài tò vò trong họ Ichneumonidae.